# OpenCity
OpenCity是一个三维自由游戏软件城市建造游戏。玩家利用资金建设城市，涉及能源管线铺设和建筑摆放，吸引定居者、旅游者、商人等。在多种Linux、BSD发行版软件仓库裡都可以见到它。模拟城市不是这个游戏模仿的目标，OpenCity实际受到古老的开源城市建设游戏FreeReign启发，但是因为后者无法维护，整个游戏重头而起，使用C++语言，基于OpenGL和SDL。